# Sr.
Sr. (bra: Robert Downey Sr.) é um longa-metragem documental biográfico estadunidense lançado pela Netflix em 2 de Dezembro de 2022 que examina as carreiras e o relacionamento entre Robert Downey Jr. e seu pai, o cineasta e ator, Robert Downey Sr. O filme, dirigido por Chris Smith estreou pela primeira vez no Festival de Cinema de Telluride em setembro antes de ser lançado em cinemas selecionados em 18 de novembro de 2022. Foi indicado a Melhor Documentário Biográfico no Critics' Choice Documentary Awards e foi vencedor na categoria de Melhor Documentário pela National Board of Review Awards de 2022

## Sinopse
Robert Downey Jr homenageia seu pai, Robert Downey Sr. falecido em 2021, com um documentário que relembra sua vida e trajetória como cineasta.

## Elenco
- Robert Downey Jr.
- Robert Downey Sr.
- Paul Thomas Anderson
- Alan Arkin
- Mezi Atwood
- Sean Hayes
- Norman Lear
- Lawrence Wolf

## Lançamento
"Sr." estreou pela primeira vez no Festival de Cinema de Telluride de 2022 em setembro. E foi lançado em cinemas selecionados em 18 de novembro de 2022, antes de ser transmitido na Netflix a partir de 2 de dezembro. O trailer do filme foi lançado em 14 de novembro de 2022.

## Recepção
No site agregador de críticas, Rotten Tomatoes, 98% das 47 críticas dos críticos são positivas, com uma classificação média de 7,8/10. O consenso do site diz: "Sr. é uma visão esclarecedora de um cineasta fascinante - e uma homenagem pungente a um pai de seu filho." Metacritic, que usa uma média ponderada, atribuiu ao filme uma pontuação de 78 em 100, com base em 19 críticos, indicando "críticas geralmente favoráveis".
Gary Goldstein, do The Los Angeles Times, escreveu: "Sr. prova um retrato terno e uma homenagem adequada a um herói inusitado e pioneiro criativo". Brian Tallerico, do RogerEbert.com, deu ao filme três de quatro estrelas, afirmando que embora o documentário "às vezes pareça um cabo de guerra entre algo que alguém assistiria em uma aula de estudos de cinema e algo que assistiria em uma aula de psicologia, sua abordagem faz com que pareça mais pessoal".
The film won the National Board of Review Award de Melhor Documentário.